# Draba farsetioides
Draba farsetioides là một loài thực vật có hoa trong họ Cải. Loài này được Linden & Planch. mô tả khoa học đầu tiên năm 1863.